# Catesby Jones
Catesby ap Roger Jones − amerykański oficer, kapitan Confederate States Navy podczas wojny secesyjnej («ap» w jego nazwisku to patronimik, walijski odpowiednik przyrostka «-son» w językach skandynawskich lub «-icz» we wschodniosłowiańskich).